# Regeringen Berge
Regeringen Berge I var en norsk regering som tillträdde 30 maj 1923 efter att den sittande statsministern Otto Bahr Halvorsen avlidit. Det var koalitionsregering mellan Høyre och Frisinnede Venstre. Den avgick 25 juli 1924. Statsminister var Abraham Berge.
Statsminister Berge och sex av hans statsråd ställdes 1926 inför riksrätt. Detta för att regeringen 1923 hade beviljat pengar för att stötta Den norske Handelsbank utan att informera Stortinget. Berge och statsråden blev 25 mars 1927 frikända.